# Cocaine Coke Boy City Records
Coke Boy Records (voller Name: Cocaine Coke Boy City Records) ist eine US-amerikanische Hip-Hop-Label, das 2008 von den beiden Rappern French Montana und Max B gegründet wurde. Sie ist das Tochterunternehmen des Labels Bad Boy Records und von Maybach Music Group (@MaybachMusicGrp), da French Montana bei beiden Labels  aus der Eastcoast unter Vertrag genommen wurde und weil Sean Combs und Rick Ross die beiden Geschäftspartner von French Montana sind. Durch die Plattenfirma wird auch die Vodkamarke Cîroc von Sean Combs unterstützt und in Musikvideos platziert.

## Künstler
- French Montana (CEO)
- Chinx (verstorben)
- MeetSims
- Lil Durk
- Max B (In Haft)
- Vado
- Fetty Wap "1738"
- Zack (Label Präsident)
- Trina
- Carlos "Spiff Tv" Suarez (Regisseur & Kameramann)
- Cheeze
- Velous